# Hemicythere pulchella
Hemicythere pulchella är en kräftdjursart som först beskrevs av Brady 1868.  Hemicythere pulchella ingår i släktet Hemicythere och familjen Hemicytheridae. Inga underarter finns listade i Catalogue of Life.